# Emil Befwe

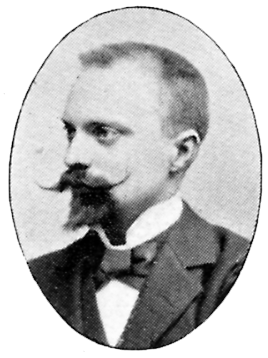
Emil Befwe.

Anders Emil Befwe, född 12 september 1860 i Göteborg, död 31 augusti 1939 i Eskilstuna, var en svensk arkitekt.

## Biografi
Befwe studerade vid Chalmerska slöjdskolan (nuvarande Chalmers tekniska högskola) i Göteborg 1876–1881 och vid Konstakademien i Stockholm 1882–1884.
Han var anställd hos ett flertal arkitekter, såsom Axel Kumlien 1881, Fredrik Olaus Lindström, Kasper Salin, Adolf Emil Melander 1887–1888 och Magnus Isæus 1889. Åren 1888–1894 drev han egen verksamhet i Stockholm. Han flyttade därefter till Eskilstuna där han drev sitt arkitektkontor 1894–1939 och även verkade som stadsarkitekt 1902–1926. 1898–1918 undervisade han vid Tekniska skolan i staden.

## Verk i urval
- Göteborgs nationshus, Uppsala 1886–1887. Rivet 1960.
- Sköns kommuns fattiggård 1890–1892 (riven 1964)
- Ombyggnad av Drottninggatan 8, Stockholm 1891
- Smålands nationshus, Uppsala 1892–1893
- Nya diakonibyggnaden, Ersta, Stockholm (tillsammans med Axel Kumlien) 1893–1895
- Stadshuset i Eskilstuna 1894–1897
- Carl Gustafs stads gevärsfaktori, Eskilstuna 1896–1897
- Sveriges Blåbandsförbunds hus, Strängnäs 1897[1]
- AB J.O. Öberg & sons fabriksbyggnad, Eskilstuna 1898–1900[2]
- Gasverk, folkskolor och läroverk i Eskilstuna
- Folkskola i Södertälje
- Folkskola i Kungsör

## Bilder

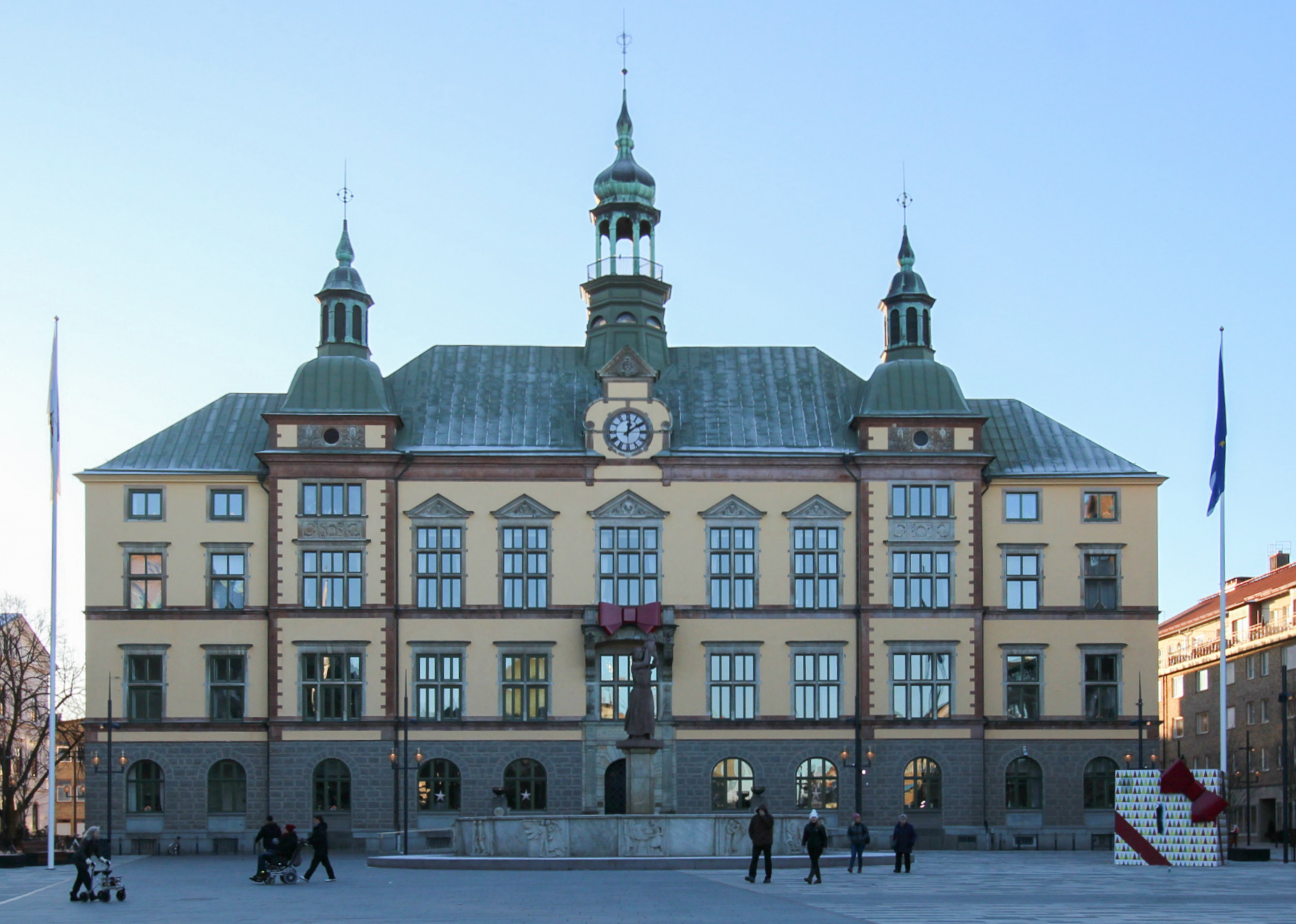
Stads- och rådhuset i Eskilstuna
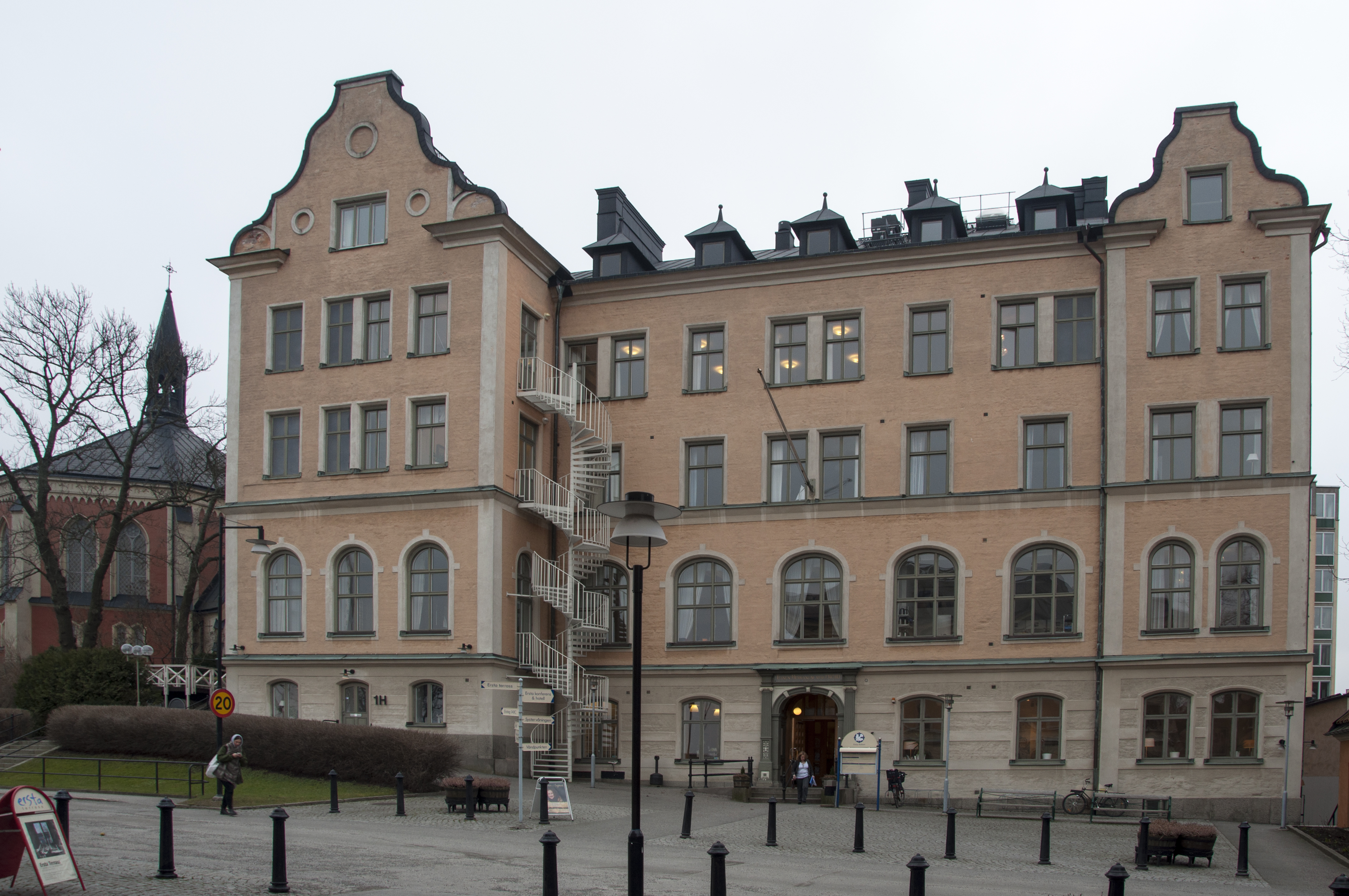
Nya diakonibyggnaden, Ersta
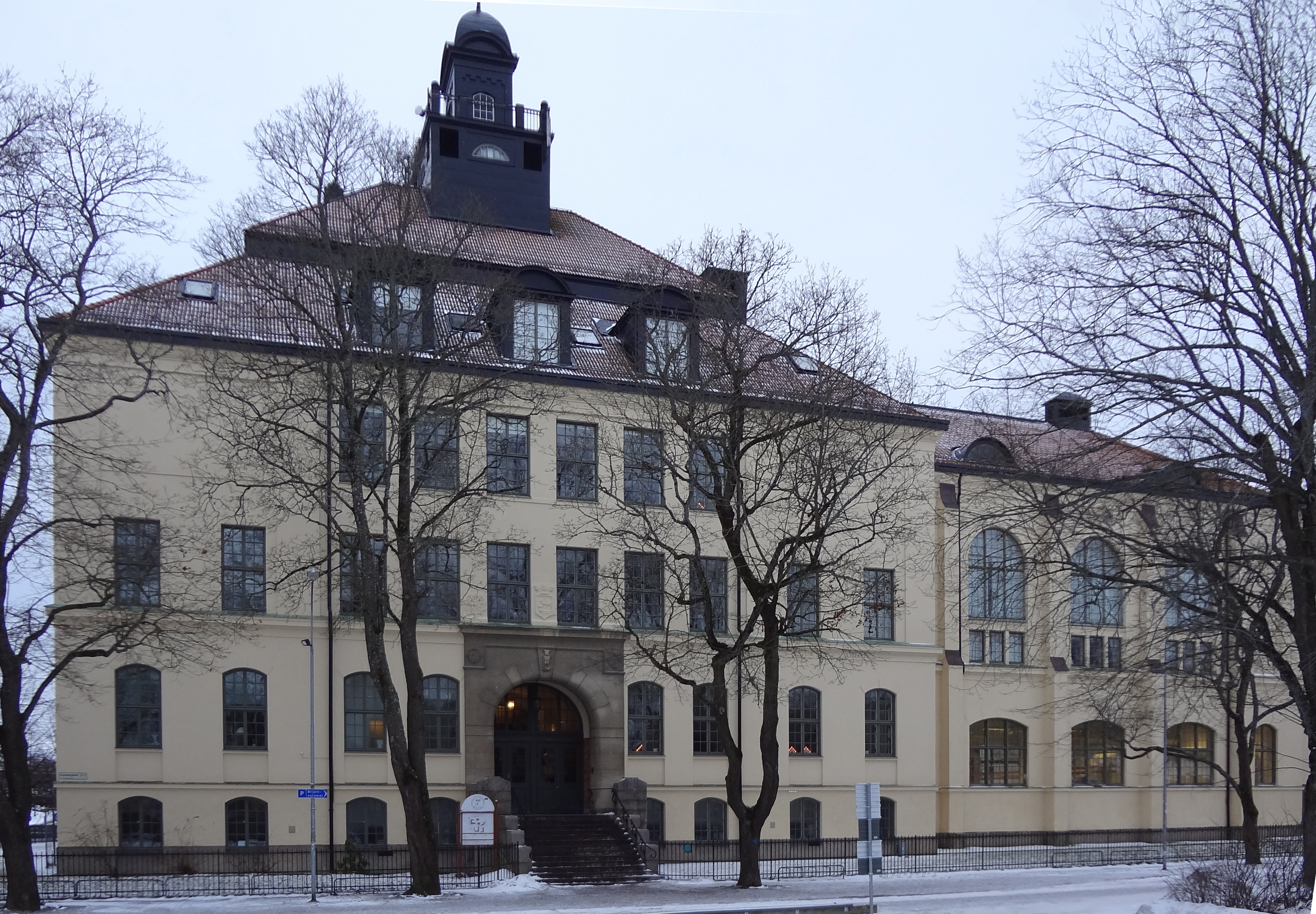
Läroverket i Eskilstuna
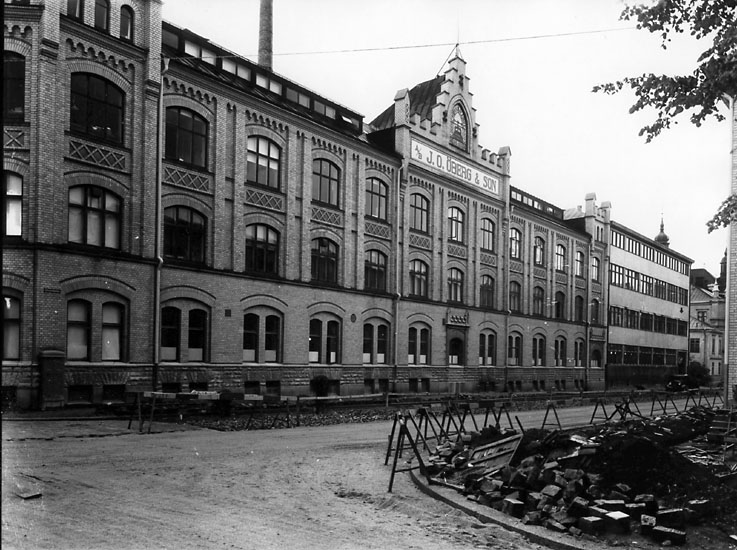
J.O. Öberg och son, Eskilstuna